# Pennaraptora
Pennaraptora – klad dinozaurów z grupy teropodów. Wprowadzony został przez Fotha i współpracowników w 2014 przy okazji rozważań nad ewolucją upierzenia. Klad ten łączy owiraptorozaury i Paraves. Badacze wyrazili pogląd, że już u gatunku, od którego wywodzi się rzeczony klad, obecne były pióra konturowe, takie jak u współczesnych ptaków. Aczkolwiek zastrzegają, że nie znaczy to, że pióra tego rodzaju występowały wyłącznie u przedstawicieli tego kladu jako jego synapomorfia. Jako że pióra u wczesnych celurozaurów nie zachowały się zbyt dobrze w zapisie kopalnym, nie można wykluczyć, że powstały one jeszcze wcześniej. Jako pierwszy rzeczony przodek miał natomiast wykształcić wydłużone, symetryczne sterówki. Występujące u zaliczanego do Dromaeosauridae wczesnokredowego Microraptor gui asymetryczne sterówki uważają za przejaw konwergencji, podobnie jak w przypadku ostatniego wspólnego przodka Archaeopteryx i Pygostylia. O ile w przypadku wspomnianego mikroraptora przeprowadzono próby rekonstrukcji upierzenia i wiadomo, że nosił opalizujące pióra, wygląd piór przodka Pennaraptora w znacznie większym stopniu stoi pod znakiem zapytania. Wydaje się natomiast, że powstały nowy rodzaj piór podlegał szybkiej ewolucji, różnicując się w różne rodzaje upierzenia charakteryzujące różnych przedstawicieli grupy i spełniające różne biologiczne funkcje. Foth i inni nie łączą wobec tego powstania piór z możliwością latania, która musiała pojawić się później, jak to już wcześniej przewidywano. Obecność opierzonych piszczeli u niektórych taksonów nie wiąże się ze zdolnością do lotu. Tak więc zdolność do lotu pozostaje egzaptacją piór. Wśród wcześniejszych ich funkcji zespół Fotha wymienia izolację, kamuflaż, budowanie wizerunku. Wydłużone sterówki przednich kończyn miały rozwinąć wpływ na utrzymanie równowagi podczas przemieszczania się oraz brać udział w rozrodzie. Za używaniem opierzonego ogona podczas pokazów związanych z rozrodem świadczy duże zróżnicowanie opierzenia tej części ciała.
Foth i inni (2014) zaprezentowali następujący kladogram ukazujący stosunki w obrębie Pennaraptora (uproszczono):
|  | Dromaeosauridae                                          |
|  |                                                          |
|  | \| \| Troodontidae \| \| \| \| \| \| Avialae \| \| \| \| |
|  |                                                          |
|  | Troodontidae                                             |
|  |                                                          |
|  | Avialae                                                  |
|  |                                                          |

|  | Troodontidae |
|  |              |
|  | Avialae      |
|  |              |

|  | Dromaeosauridae                                          |
|  |                                                          |
|  | \| \| Troodontidae \| \| \| \| \| \| Avialae \| \| \| \| |
|  |                                                          |
|  | Troodontidae                                             |
|  |                                                          |
|  | Avialae                                                  |
|  |                                                          |

|  | Troodontidae |
|  |              |
|  | Avialae      |
|  |              |

|  | Dromaeosauridae                                          |
|  |                                                          |
|  | \| \| Troodontidae \| \| \| \| \| \| Avialae \| \| \| \| |
|  |                                                          |
|  | Troodontidae                                             |
|  |                                                          |
|  | Avialae                                                  |
|  |                                                          |

|  | Troodontidae |
|  |              |
|  | Avialae      |
|  |              |

|  | Dromaeosauridae                                          |
|  |                                                          |
|  | \| \| Troodontidae \| \| \| \| \| \| Avialae \| \| \| \| |
|  |                                                          |
|  | Troodontidae                                             |
|  |                                                          |
|  | Avialae                                                  |
|  |                                                          |

|  | Troodontidae |
|  |              |
|  | Avialae      |
|  |              |

|  | Dromaeosauridae                                          |
|  |                                                          |
|  | \| \| Troodontidae \| \| \| \| \| \| Avialae \| \| \| \| |
|  |                                                          |
|  | Troodontidae                                             |
|  |                                                          |
|  | Avialae                                                  |
|  |                                                          |

|  | Troodontidae |
|  |              |
|  | Avialae      |
|  |              |

|  | Dromaeosauridae                                          |
|  |                                                          |
|  | \| \| Troodontidae \| \| \| \| \| \| Avialae \| \| \| \| |
|  |                                                          |
|  | Troodontidae                                             |
|  |                                                          |
|  | Avialae                                                  |
|  |                                                          |

|  | Troodontidae |
|  |              |
|  | Avialae      |
|  |              |

|  | Dromaeosauridae                                          |
|  |                                                          |
|  | \| \| Troodontidae \| \| \| \| \| \| Avialae \| \| \| \| |
|  |                                                          |
|  | Troodontidae                                             |
|  |                                                          |
|  | Avialae                                                  |
|  |                                                          |

|  | Troodontidae |
|  |              |
|  | Avialae      |
|  |              |

|  | Dromaeosauridae                                          |
|  |                                                          |
|  | \| \| Troodontidae \| \| \| \| \| \| Avialae \| \| \| \| |
|  |                                                          |
|  | Troodontidae                                             |
|  |                                                          |
|  | Avialae                                                  |
|  |                                                          |

|  | Troodontidae |
|  |              |
|  | Avialae      |
|  |              |